# 杰夫·阿奇博尔德
杰夫·阿奇博尔德（英語：Jeff Archibald，1952年2月2日—），新西兰男子曲棍球运动员。他曾代表新西兰参加1972年、1976年和1984年夏季奥林匹克运动会曲棍球比赛，其中1976年奥运会获得一枚金牌。